# Koures

Pictogramme du koures

Au Kazakhstan, le koures (Kuresi) désigne un style de lutte traditionnelle. Les baluans, ou lutteurs, sont considérés comme courageux et célébrés dans la production littéraire kazakhe. En 2016, à la suite d'une décision de l'Unesco, ce sport national est intégré à la liste représentative du patrimoine culturel immatériel de l'humanité. 

## Pratique sportive
Le koures est un sport de lutte traditionnel du Kazakhstan qui se pratique debout et qui a pour but de plaquer au sol les deux omoplates de son adversaire. Il était initialement pratiqué par les hommes et les garçons à partir de l'âge de dix ans, puis ce sport s'est ouvert aux femmes. Il existe des compétitions locales et internationales, comme le « Kazakhstan Barysy », qui a lieu tous les ans et qui est diffusé dans plus d'une centaine de pays. Le koures se transmet dans des clubs sportifs qui peuvent être rattachés à des écoles, ainsi que dans des master classes de lutteurs chevronnés. Les participants peuvent être issus de toutes les origines dans la mesure où l'accès est assuré pour toute personne âgée de plus de dix ans. Dans le folklore traditionnel kazakh,  les baluans, ou lutteurs, se voient attribuer des qualités telles que la bravoure et la puissance et sont dotés d'un caractère héroïque et exemplaire. Des épopées, des poèmes et des œuvres littéraires les célèbrent. 
Le koures est un des plus vieux sports d'Asie et du Kazakhstan. L'uniforme de ce style de lutte est de couleur bleue ou rouge, rayé, et accompagné d'une ceinture de même couleur. Le terrain est de douze mètres sur douze mètres. Les sportifs peuvent se saisir partout au-dessus de la ceinture. Il leur est interdit de s'allonger sur le sol ou de saisir le pied de leur adversaire. En revanche, plusieurs techniques leur sont autorisées : la saisie de vêtements ou de ceintures, la saisie des bras ou du torse, les balayages, les crochets, les poussées ou les projections dans le dos, sur la hanche ou sur la poitrine. Dans le cadre des compétitions internationales, le koures se pratique à partir de l'âge de quatorze ans. Une session de combat est de longueur variable selon la catégorie, et dure jusqu'à cinq minutes. 

## Reconnaissance
En 2016, l'Unesco décide d'intégrer le koures (kuresi en langue anglaise) à la liste du patrimoine culturel immatériel de l'humanité. Dans la description officielle produite par cette institution, le koures est empreint d'une valeur éducative. Ainsi, les jeunes générations apprennent à respecter l'histoire et la culture du Kazakhstan, et à se comporter comme les baluans. Les valeurs que l'Unesco associe à cette pratique sportive sont la tolérance, la bonne volonté ainsi que la solidarité entre les différentes communautés. 